# Mitrídates I de Comagene
Mitrídates I Calínico (en griego antiguo: ΜιΘριδάτης Кαλλίνικος) fue rey de la dinastía Oróntida que vivió entre el siglo II a. C. y el siglo I a. C. Mitrídates fue príncipe y sucesor del rey de Comagene, Sames II. Antes de acceder al trono, en el año 109 a. C., contrajo matrimonio con la princesa greco-siria Laódice VII Tea como parte de una alianza de paz y adoptó la cultura griega. Laodice y Mitrídates tuvieron un hijo, Antíoco I de Comagene (86 a. C.-38 a. C.), que sería rey de Comagene. Mitrídates murió en 70 a. C., sucediéndole Antíoco. 